# Ha'alalo
Ha'alalo es una localidad del distrito de Nukunuku, en Tonga. Tiene una población de 771 habitantes en 2021.